# San Isidro Labrador (Piura)
San Isidro Labrador es un caserío peruano ubicado en el distrito de Frías, perteneciente a la provincia de Ayabaca del departamento de Piura, al norte del Perú.

## Ubicación
San Isidro Labrador se ubica al sur de la provincia de Ayabaca, en el distrito de Frías, en el departamento de Piura.

## Demografía
En 2017 San Isidro Labrador tenía una población de 105 habitantes.